# Канада на зимних Олимпийских играх 1992
Канада принимала участие в зимних Олимпийских играх 1992, и заняла 9-е место в общекомандном зачёте.

## Медалисты
| Медаль  | Спортсмен | Вид спорта        | Дисциплина                           |
| ------- | --- | ----------------- | ------------------------------------ |
| Золото  | Керрин Ли-Гартнер | Горнолыжный спорт | Женщины, скоростной спуск            |
| Золото  | Анджела Катроун Энни Перро Сильви Дэгль Натали Ламберт | Шорт-трек         | Женщины, эстафета 3000 м             |
| Серебро | Марк Лэки Фредерик Блэкбёрн Мишель Деньо Лоран Деньо Сильвен Ганьон | Шорт-трек         | Мужчины, эстафета 5000 м             |
| Серебро | Фредерик Блэкбёрн | Шорт-трек         | Мужчины, 1000 м                      |
| Серебро | Шон Бурк Тревор Кидд Брэд Шлегел Джейсон Вулли Дэн Ратушны Брайэн Татт Адриан Плэвсич Кевин Дал Гордон Хэйн Керт Джайлс Рэнди Смит Джо Жюно Крис Линдберг Кент Мандервилл Дейв Типпетт Дэйв Хэннэн Тодд Брост Эрик Линдрос Уолли Шрайбер Дэвид Арчибальд Фабьен Джозеф Патрик Лебо | Хоккей            | Мужчины                              |
| Бронза  | Мариам Бедар | Биатлон           | Женщины, индивидуальная гонка, 15 км |
| Бронза  | Изабель Брассёр Ллойд Айслер | Фигурное катание  | Спортивные пары                      |